# İstanbul Başakşehir F.K.
İstanbul Başakşehir Futbol Kulübü turski je nogometni klub iz distrikta Başakşehir koji se nalazi u Istanbulu (Carigradu). Klub je poznatiji pod nazivom İstanbul Başakşehir ili pod nazivom Medipol Başakşehir koji nosi zbog sponzora. Klub je osnovan 1990. godine pod nazivom İstanbul Büyükşehir Belediyespor. Klub se prvi put natjecao u turskome Süper Ligu u sezoni 2007./08. Svoje domaće utakmice igra na Stadionu Başakşehir Fatih Terim u Istanbulu čiji kapacitet iznosi 17.156.
Klub je jedan od pet istanbulskih nogometnih klubova koji se natječu u Süper Ligu (preostali su Fenerbahçe, Galatasaray, Beşiktaş i Kasımpaşa).

## Uspjesi
- Süper Lig
  -  (1): 2019./20.
- 1. Lig
  -  (1): 2013./14.
- 2. Lig
  -  (2): 1992./93., 1996./97.

## Vanjske poveznice
- Službena web stranica kluba
- İstanbul Başakşehir F.K. na službenoj web stranici Turskoga nogometnoga saveza
- İstanbul Başakşehir F.K. na Transfermarktu